# 국제관계위원회 산하 국제기구소위원회
국제관계위원회 산하 국제기구소위원회(國際關係委員會傘下國際機構小委員會, 영어: Subcommittee on International Organizations of the Committee on International Relations) 또는 일반적으로 프레이저 위원회(영어: Fraser Committee)는 1976년 ~ 1977년 사이에 한미 관계를 조사하기 위해 미국 하원에서 열렸던 위원회이다. 미네소타주를 지역구로 하는 도널드 맥케이 프레이저 하원의원이 위원장이었다. 1977년 11월 29일에 위원회가 작성한 공개 보고서에서 남한 중앙정보부가 당시 남한 정부의 정책에 유리하도록 음지와 양지 양면에서 미국의 단체들을 조종하려고 한 계획들이 낱낱이 드러났으며, 그 분량은 447쪽에 달한다.
위원회 보고서에는 남한 측에서 백악관 내부에 정보망을 심고 미국 의회 및 뉴스미디어, 성직자, 교육자들에게 영향을 미칠 계획을 획책했다는 내용이 담겨 있었다. 또한 통일교의 문선명에 관한 내용이 81쪽(311쪽 ~ 392쪽)이나 할애되었으며, 위원회는 중정이 통일교 신도들을 미국 의회 사무실에 자원봉사자로 취직시켜 통일교를 미국 내 정치공작 수단으로 사용하려고 한 정황을 포착했다. 중정과 통일교는 ‘한국문화자유재단’(Korean Cultural Freedom Foundation)이라는 비영리 단체를 조직해 남한 입장을 대변하는 프로파간다 수단으로 써먹었다. 또한 위원회는 워터게이트 사건 당시 통일교가 리처드 닉슨을 지지하는 활동을 편 것과 중정이 관계가 있는지 여부도 조사했다.
보고서에서는 중정이 정치적 목적의 영향력 증대를 위하여 미국의 대학교들에 돈을 뿌리려는 계획을 세웠던 것도 밝혀졌다. 그뿐 아니라 중정이 재미 한국인들에게 남한 정부의 방침에 반대하지 않을 것을 요구하며 그들을 괴롭히고 겁박한 정황도 드러났다.

## 같이 보기
- 프레이저 보고서
- 박동선
- 문선명
- 박보희
- 김한조
- 김형욱
- 세계평화통일가정연합(통일교)
- 코리아게이트
- 국제승공연합
- 기시 노부스케